# ليندسي هيوز
ليندسي هيوز (بالإنجليزية: Lindsey Hughes)‏ هي مؤرخة بريطانية، ولدت في 4 مايو 1949، وتوفيت في 26 أبريل 2007 بسبب سرطان.